# Pavel Šulc
Pavel Šulc (Karlovy Vary, 29 dicembre 2000) è un calciatore ceco, attaccante dell'Olympique Lione e della nazionale ceca.

## Caratteristiche tecniche
Nasce come trequartista ma ha dimostrato di fornire ottime prestazioni anche da esterno a sinistra in un attacco a 3. Tra le sue doti figurano la rapidità, l'estro e una grande propensione all'assist. Il suo piede forte è il destro, in fase di tiro si distingue per l'abilità di calciare di prima intenzione. Tira con potenza, adopera principalmente le proprie attitudini balistiche dalla media distanza, dotato di un buon dribbling, sfrutta bene anche gli spazi e ha un buon controllo di palla. Sa tirare bene anche con i rigori.

## Carriera

### Club

#### Vysočina Jihlava e Opava
Debutta come professionanista nel, Vysočina Jihlava (nella seconda divisione ceca) il 4 marzo 2019 contro il Znojmo vincendo per 2-1 dove Šulc con il suo assist ha permesso a Jakub Petr di segnare la prima rete della partita. Realizza il suo primo gol battendo per 3-1 il Varnsdorf, segna un'altra rete nel pareggio per 1-1 contro il Prostějov, mentre l'ultimo gol lo insacca nella sconfitta subuta per 6-1 dal Zbrojovka Brno. Nella stagione succevviva gioca per l'Opava, in prima divisione, dove disputa in tutto diciotto partite senza segnare nessuna rete.

#### Dyn. Č. Budějovice
Nel 2020 veste la maglia del Dyn. Č. Budějovice, la prima partita la gioca contro il Mladá Boleslav vincendo per 3-0 dove Šulc scende in campo nel secondo tempo, segna poi una doppietta battendo per 3-2 il Teplice, l'ultimo gol per la squadra lo realizza pareggiando per 2-2 contro il Baník Ostrava.

#### Viktoria Plzeň e Jablonec
Milita con la squadra del Viktoria Plzeň, il 22 luglio 2021 segna una rete sconfiggendo per 2-1 il Dinamo Brest. Šulc vince l'edizione 2021-2022 dove segna un solo gol, con la rete del 5-0 battendo il Jablonec. Proprio con il Jablonec gioca nella stagione successiva, dove viene poi ceduto in prestito: realizza un gol battendo il České Budějovice per 3-0, riesce a segnare una rete anche contro il Hradec Králové nel successo per 4-1, l'ultimo gol lo mette a segno nel pareggio per 1-1 contro il Trinity Zlín.
Nell'edizione 2023-2024 del campionato Šulc segna diciotto gol, realizza una doppietta nelle vittorie contro il Trinity Zlín (7-1), il Mladá Boleslav (3-1) e il Pardubice (3-2), è autore inoltre di una tripletta prima battendo per 5-2 il České Budějovice e poi sconfiggendo per 4-2 Slovácko. Durante l'Europa League Šulc serve al suo compagno Prince Kwabena Adu l'assist con cui quest'ultimo segna il primo gol nella partita vinta per 2-1 contro il Real Sociedad, con lo stesso risultato si conclude il match vinto ai danni del Dinamo Kiev dove Šulc realizza una rete.

#### Olympique Lione
Il 4 agosto 2025 viene ufficializzato il suo trasferimento in Francia, all'Olympique Lione, con cui firma un contratto quadriennale, per 10 milioni di euro + il 15% sulla futura rivendita.

### Nazionale
Ha giocato nelle nazionali giovanili ceche Under-18, Under-19, Under-20 ed Under-21.
Il 15 marzo 2024 viene convocato per la prima volta in nazionale maggiore, con cui esordisce 7 giorni dopo nell'amichevole vinta in casa della Norvegia (1-2).
Il 10 settembre 2024 segna i suoi primi gol con la maglia della Repubblica Ceca nella vittoria per 3-2 in Nations League contro l'Ucraina, realizzando una doppietta, realizza una rete anche contro la Georgia vincendo per 2-1.

## Statistiche
Statistiche aggiornate al 27 gennaio 2025.

### Presenze e reti nei club
| Stagione                  | Squadra                   | Campionato                | Campionato | Campionato | Coppe nazionali | Coppe nazionali | Coppe nazionali | Coppe continentali | Coppe continentali | Coppe continentali | Altre coppe | Altre coppe | Altre coppe | Totale | Totale | Totale |
| Stagione                  | Squadra                   | Comp                      | Pres       | Reti       | Comp            | Pres            | Reti            | Comp               | Pres               | Reti               | Comp        | Pres        | Reti        | Pres   | Reti   |        |
| ------------------------- | ------------------------- | ------------------------- | ---------- | ---------- | --------------- | --------------- | --------------- | ------------------ | ------------------ | ------------------ | ----------- | ----------- | ----------- | ------ | ------ | ------ |
| gen.-giu. 2019            | Vysočina Jihlava          | 2L                        | 14+2       | 3+0        | CRC             | 0               | 0               |                    | -                  | -                  |             | -           | -           | 16     | 3      |        |
| 2019-gen. 2020            | Opava                     | 1L                        | 15         | 0          | CRC             | 3               | 0               |                    | -                  | -                  |             | -           | -           | 18     | 0      |        |
| gen.-giu. 2020            | Dyn. Č. Budějovice        | 1L                        | 11         | 2          | CRC             | 0               | 0               |                    | -                  | -                  |             | -           | -           | 11     | 2      |        |
| 2020-gen. 2021            | Dyn. Č. Budějovice        | 1L                        | 4          | 0          | CRC             | 0               | 0               |                    | -                  | -                  |             | -           | -           | 4      | 0      |        |
| Totale Dyn. Č. Budějovice | Totale Dyn. Č. Budějovice | Totale Dyn. Č. Budějovice | 15         | 2          |                 | 0               | 0               |                    | -                  | -                  |             | -           | -           | 15     | 2      |        |
| gen.-giu. 2021            | Viktoria Plzeň            | 1L                        | 20         | 1          | CRC             | 5               | 0               |                    | -                  | -                  |             | -           | -           | 25     | 1      |        |
| 2021-2022                 | Viktoria Plzeň            | 1L                        | 27         | 1          | CRC             | 2               | 1               | UECL               | 6                  | 1                  |             | -           | -           | 35     | 3      |        |
| 2022-2023                 | Jablonec                  | 1L                        | 32         | 5          | CRC             | 2               | 0               |                    | -                  | -                  |             | -           | -           | 34     | 5      |        |
| 2023-2024                 | Viktoria Plzeň            | 1L                        | 31         | 18         | CRC             | 5               | 2               | UECL               | 13                 | 2                  |             | -           | -           | 49     | 22     |        |
| 2024-2025                 | Viktoria Plzeň            | 1L                        | 20         | 8          | CRC             | 0               | 0               | UEL                | 12                 | 2                  |             | -           | -           | 32     | 10     |        |
| Totale Viktoria Plzeň     | Totale Viktoria Plzeň     | Totale Viktoria Plzeň     | 99         | 28         |                 | 12              | 3               |                    | 31                 | 5                  |             | -           | -           | 142    | 36     |        |
| Totale carriera           | Totale carriera           | Totale carriera           | 176        | 38         |                 | 17              | 3               |                    | 31                 | 5                  |             | -           | -           | 224    | 46     |        |

### Cronologia presenze e reti in nazionale
| Cronologia completa delle presenze e delle reti in nazionale ― Rep. Ceca | Cronologia completa delle presenze e delle reti in nazionale ― Rep. Ceca | Cronologia completa delle presenze e delle reti in nazionale ― Rep. Ceca | Cronologia completa delle presenze e delle reti in nazionale ― Rep. Ceca | Cronologia completa delle presenze e delle reti in nazionale ― Rep. Ceca | Cronologia completa delle presenze e delle reti in nazionale ― Rep. Ceca | Cronologia completa delle presenze e delle reti in nazionale ― Rep. Ceca | Cronologia completa delle presenze e delle reti in nazionale ― Rep. Ceca |
| Data                                                                     | Città                                                                    | In casa                                                                  | Risultato                                                                | Ospiti                                                                   | Competizione                                                             | Reti                                                                     | Note                                                                     |
| ------------------------------------------------------------------------ | ------------------------------------------------------------------------ | ------------------------------------------------------------------------ | ------------------------------------------------------------------------ | ------------------------------------------------------------------------ | ------------------------------------------------------------------------ | ------------------------------------------------------------------------ | ------------------------------------------------------------------------ |
| 22-3-2024                                                                | Oslo                                                                     | Norvegia                                                                 | 1 – 2                                                                    | Rep. Ceca                                                                | Amichevole                                                               | -                                                                        | 61’                                                                      |
| 7-6-2024                                                                 | Grödig                                                                   | Rep. Ceca                                                                | 7 – 1                                                                    | Malta                                                                    | Amichevole                                                               | -                                                                        |                                                                          |
| 10-6-2024                                                                | Lipsia                                                                   | Rep. Ceca                                                                | 2 – 1                                                                    | Macedonia del Nord                                                       | Amichevole                                                               | -                                                                        | 66’                                                                      |
| 18-6-2024                                                                | Hradec Králové                                                           | Portogallo                                                               | 2 – 1                                                                    | Rep. Ceca                                                                | Euro 2024 - 1º turno                                                     | -                                                                        | 79’                                                                      |
| 7-9-2024                                                                 | Tbilisi                                                                  | Georgia                                                                  | 4 – 1                                                                    | Rep. Ceca                                                                | UEFA Nations League 2024-2025 - 1º turno                                 | -                                                                        | 76’                                                                      |
| 10-9-2024                                                                | Praga                                                                    | Rep. Ceca                                                                | 3 – 2                                                                    | Ucraina                                                                  | UEFA Nations League 2024-2025 - 1º turno                                 | 2                                                                        | 81’                                                                      |
| 11-10-2024                                                               | Praga                                                                    | Rep. Ceca                                                                | 2 – 0                                                                    | Albania                                                                  | UEFA Nations League 2024-2025 - 1º turno                                 | -                                                                        | 90+2’                                                                    |
| 14-10-2024                                                               | Breslavia                                                                | Ucraina                                                                  | 1 – 1                                                                    | Rep. Ceca                                                                | UEFA Nations League 2024-2025 - 1º turno                                 | -                                                                        | 90+1’                                                                    |
| 16-11-2024                                                               | Tirana                                                                   | Albania                                                                  | 0 – 0                                                                    | Rep. Ceca                                                                | UEFA Nations League 2024-2025 - 1º turno                                 | -                                                                        | 83’                                                                      |
| 19-11-2024                                                               | Olomouc                                                                  | Rep. Ceca                                                                | 2 – 1                                                                    | Georgia                                                                  | UEFA Nations League 2024-2025 - 1º turno                                 | 1                                                                        | 88’                                                                      |
| 22-3-2025                                                                | Hradec Králové                                                           | Rep. Ceca                                                                | 2 – 1                                                                    | Fær Øer                                                                  | Qual. Mondiali 2026                                                      | -                                                                        | 61’                                                                      |
| 25-3-2025                                                                | Faro                                                                     | Gibilterra                                                               | 0 – 4                                                                    | Rep. Ceca                                                                | Qual. Mondiali 2026                                                      | 1                                                                        | 87’                                                                      |
| 6-6-2025                                                                 | Plzeň                                                                    | Rep. Ceca                                                                | 2 – 0                                                                    | Montenegro                                                               | Qual. Mondiali 2026                                                      | -                                                                        | 90’                                                                      |
| 9-6-2025                                                                 | Osijek                                                                   | Croazia                                                                  | 5 – 1                                                                    | Rep. Ceca                                                                | Qual. Mondiali 2026                                                      | -                                                                        |                                                                          |
| Totale                                                                   |                                                                          | Presenze                                                                 | 14                                                                       |                                                                          | Reti                                                                     | 4                                                                        |                                                                          |

## Palmarès

### Club

#### Competizioni nazionali
- Campionato ceco: 1

Viktoria Plzeň: 2021-2022